# Палмелу
Палмелу (порт. Palmelo) — муниципалитет в Бразилии, входит в штат Гояс. Составная часть мезорегиона Юг штата Гойас. Входит в экономико-статистический микрорегион Пирис-ду-Риу. Население составляет 2446 человек на 2006 год. Занимает площадь 58,997 км². Плотность населения — 41,5 чел./км².

## Статистика
- Валовой внутренний продукт на 2003 год составляет 8 309 217,00 реалов (данные: Бразильский институт географии и статистики).
- Валовой внутренний продукт на душу населения на 2003 год составляет 3486,87 реалов (данные: Бразильский институт географии и статистики).
- Индекс развития человеческого потенциала на 2000 год составляет 0,787 (данные: Программа развития ООН).